# Marie Fel

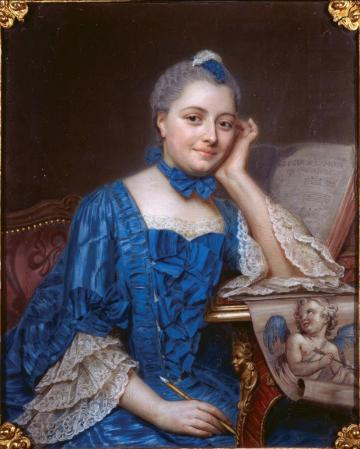
Portret door Maurice-Quentin de La Tour (1752-53)

Portret door Maurice-Quentin de La Tour (1757)

Marie Fel (Bordeaux, 24 oktober 1713 – Chaillot bij Parijs, 2 februari 1794) was een gevierde Franse sopraan in de 18e eeuw. Ze werd bekend door haar vertolkingen in opera's van Jean-Philippe Rameau en door haar liefdesleven.

## Biografie
Fel was de dochter van organist Henri Fel en zangeres Marie Deracle, en de jongere zus van zanger, organist en componist Antoine Fel. Ze kreeg haar zangopleiding van Cristina Somis (1704-1785). Ze maakte haar debuut in de opera van Parijs in 1734 op 21-jarige leeftijd in Philomèle van Louis de Lacoste. De volgende tien jaar speelde ze kleine rollen tot ze werd opgenomen in de Académie Royale de Musique. Daar debuteerde ze in Atys van Jean-Baptiste Lully. Dankzij haar vertolkingen in stukken van Jean-Philippe Rameau werd ze een van de meest gevraagde en bewonderde zangeressen van Parijs. In 1758 nam ze afscheid van het podium. Ze wijdde zich aan het zangonderwijs maar ze gaf tot 1783 wel nog privéconcerten in salons.
Fel werd geprezen om haar stem en haar dictie. Volgens beschrijvingen van tijdgenoten was ze niet mooi. Ze was klein van gestalte en had een donkere teint. Toch had Marie Fel veel bewonderaars en had een bewogen liefdesleven. Ze trouwde nooit maar had drie kinderen bij drie verschillende vaders. Schrijvers als Louis de Cahusac en Friedrich Melchior Grimm streden om haar hand. Haar verhouding met schilder Maurice-Quentin de La Tour duurde ongeveer 35 jaar tot 1784. Hij schilderde in 1752-1753 en opnieuw in 1757 haar portret.